# Puchar Pokoju 2003
Puchar Pokoju 2003 – 1. edycja Pucharu Pokoju, która odbyła się w dniach 15 - 22 lipca 2003 w Korei Południowej. Mecze rozgrywano w dwóch grupach w systemie „każdy z każdym” - zwycięzca grupy przechodził do finału, gdzie rozgrywano mecz z pierwszą drużyną grupy drugiej. Zwyciężyła drużyna PSV Eindhoven, która oprócz zdobytego trofeum otrzymała nagrodę w wysokości 2 mln dolarów amerykańskich.

## Drużyny biorące udział w turnieju
| Team                      | Rozgrywki ligowe                                |
| ------------------------- | ----------------------------------------------- |
| TSV 1860 Monachium        | Bundesliga niemiecka w piłce nożnej (2003/2004) |
| Beşiktaş                  | Süper Lig (2003/2004)                           |
| Kaizer Chiefs             | Premier Soccer League (2003/2004)               |
| Los Angeles Galaxy        | Major League Soccer (2003)                      |
| Olympique Lyon            | Ligue 1 (2003/2004)                             |
| Club Nacional de Football | I liga urugwajska w piłce nożnej (2003)         |
| PSV Eindhoven             | Eredivisie (2003/2004)                          |
| Seongnam Ilhwa Chunma     | K League 1 (2003)                               |

## Obiekty
| Seul                   | Suwon                        | Daejeon                   |
| ---------------------- | ---------------------------- | ------------------------- |
| Seul World Cup Stadium | Suwon World Cup Stadium      | Daejeon World Cup Stadium |
| Liczba miejsc: 66 806  | Liczba miejsc: 43 959        | Liczba miejsc: 40 535     |
|                        |                              |                           |
| Busan                  | Ulsan                        | Jeonju                    |
| Pusan Asiad Stadium    | Ulsan Munsu Football Stadium | Jeonju World Cup Stadium  |
| Liczba miejsc: 53 864  | Liczba miejsc: 44 474        | Liczba miejsc: 42 477     |
|                        |                              |                           |

## Rezultaty

### Grupa A
| Drużyna            | Pkt | Mecze | Zwycięstwa | Remisy | Porażki | Strzelone bramki | Stracone bramki | +/- |
| ------------------ | --- | ----- | ---------- | ------ | ------- | ---------------- | --------------- | --- |
| Olympique Lyonnais | 6   | 3     | 2          | 0      | 1       | 4                | 2               | 2   |
| Ilhwa Chunma       | 6   | 3     | 2          | 0      | 1       | 3                | 2               | 1   |
| Beşiktaş JK        | 4   | 3     | 1          | 1      | 1       | 5                | 5               | 0   |
| Kaizer Chiefs      | 1   | 3     | 0          | 1      | 2       | 2                | 5               | -3  |

| 15 lipca 2003 | Ilhwa Chunma · 7' Drakulić · 90+2' Kim Dae-eui | 2–11–1 | Beşiktaş JK · 5' Kaloğlu | Seul World Cup Stadium, Seul |
|               |                                                |        |                          |                              |

| 15 lipca 2003 | Kaizer Chiefs | 0–2 | Olympique Lyon · 3', 14' Bergougnoux | Daejeon World Cup Stadium, Daejeon |
|               |               |     |                                      |                                    |

| 17 lipca 2003 | Ilhwa Chunma · 18' Kim Do-hoon | 1–0 | Kaizer Chiefs | Suwon World Cup Stadium, Suwon |
|               |                                |     |               |                                |

| 17 lipca 2003 | Olympique Lyon · 74' Luyindula | 1–20–0 | Beşiktaş JK · 46' Pancu · 86' Ahmet | Ulsan Munsu Football Stadium, Ulsan |
|               |                                |        |                                     |                                     |

| 19 lipca 2003 | Beşiktaş JK · 52' Guiaro · 65' Yalçın | 2–20–0 | Kaizer Chiefs · 57' Musasa · 72' Moshoeu | Pusan Asiad Main Stadium, Busan |
|               |                                       |        |                                          |                                 |

| 19 lipca 2003 | Olympique Lyon · 7' Govou | 1–0 | Ilhwa Chunma | Jeonju World Cup Stadium, Jeonju |
|               |                           |     |              |                                  |

## Grupa B
| Drużyna            | Pkt | Mecze | Zwycięstwa | Remisy | Porażki | Strzelone bramki | Stracone bramki | +/- |
| ------------------ | --- | ----- | ---------- | ------ | ------- | ---------------- | --------------- | --- |
| PSV Eindhoven      | 6   | 3     | 2          | 0      | 1       | 9                | 6               | 3   |
| Nacional           | 4   | 3     | 1          | 1      | 1       | 3                | 2               | 1   |
| 1860 Monachium     | 4   | 3     | 1          | 1      | 1       | 3                | 4               | -1  |
| Los Angeles Galaxy | 2   | 3     | 0          | 2      | 1       | 1                | 4               | -3  |

| 16 lipca 2003 | TSV 1860 Monachium · 9' Schroth · 80' Kioyo | 2–41–0 | PSV Eindhoven · 49' Park Ji-sung · 62' Kežman · 88' Ooijer · 90+3' Robben | Pusan Asiad Main Stadium, Busan |
|               |                                             |        |                                                                           |                                 |

| 16 lipca 2003 | Los Angeles Galaxy | 0–0 | Nacional | Jeonju World Cup Stadium, Jeonju |
|               |                    |     |          |                                  |

| 18 lipca 2003 | Nacional · 29' Scotti · 42' (kar.) Munúa · 90' Eguren | 3–12–1 | PSV Eindhoven · 28' Robben | Seul World Cup Stadium, Seul |
|               |                                                       |        |                            |                              |

| 18 lipca 2003 | TSV 1860 Monachium | 0–0 | Los Angeles Galaxy | Daejeon World Cup Stadium, Daejeon |
|               |                    |     |                    |                                    |

| 20 lipca 2003 | PSV Eindhoven · 2' Park Ji-sung · 5' Vennegoor · 56' J. de Jong · 79' van Bommel | 4–12–1 | Los Angeles Galaxy · 16' Chacón | Suwon World Cup Stadium, Suwon |
|               |                                                                                  |        |                                 |                                |

| 20 lipca 2003 | Nacional | 0–10–0 | TSV 1860 Monachium · 66' Schroth | Ulsan Munsu Football Stadium, Ulsan |
|               |          |        |                                  |                                     |

## Finał
| 22 lipca 2003 | PSV Eindhoven · 23' (kar.) van Bommel | 1–0 | Olympique Lyon | Seul World Cup Stadium, Seul |
|               |                                       |     |                |                              |

| Zwycięzca Pucharu Pokoju 2003 |
| ----------------------------- |
| PSV Eindhoven                 |

## Zdobywcy bramek
2 bramki
- Markus Schroth (TSV 1860 Monachium)
- Bryan Bergougnoux (Olympique Lyon)
- Park Ji-sung (PSV Eindhoven)
- Mark van Bommel (PSV Eindhoven)
- Arjen Robben (PSV Eindhoven)

1 bramka
- Ronaldo Guiaro (Beşiktaş)
- Kabamba Musasa (Kaizer Chiefs)
- Sidney Govou (Olympique Lyon)
- Péguy Luyindula (Olympique Lyon)
- Francis Kioyo (TSV 1860 Monachium)
- Alex Pineda Chacón (Los Angeles Galaxy)
- Kim Dae-eui (Seongnam Ilhwa Chunma)
- Kim Do-hoon (Seongnam Ilhwa Chunma)
- John de Jong (PSV Eindhoven)
- André Ooijer (PSV Eindhoven)
- Jan Vennegoor of Hesselink (PSV Eindhoven)
- Daniel Pancu (Beşiktaş)
- Saša Drakulić (Seongnam Ilhwa Chunma)
- Mateja Kežman (PSV Eindhoven)
- John Moshoeu (Kaizer Chiefs)
- Sinan Kaloğlu (Beşiktaş)
- Ahmet Yıldırım (Beşiktaş)
- Sergen Yalçın (Beşiktaş)
- Diego Scotti (Nacional)
- Gustavo Munúa (Nacional)
- Sebastián Eguren (Nacional)